# 3. Arrondissement (Lyon)
Das 3. Arrondissement ist eines der neun Arrondissements (Stadtbezirke) von Lyon. Es liegt am linken Ufer der Rhône und ist das bevölkerungsreichste Arrondissement der Stadt.

## Geschichte
Bis 1852 lag das 3. Arrondissement auf dem Gebiet der Gemeinde La Guillotière, die verwaltungsmäßig zum Département Isère gehörte. Es ist eines der fünf Arrondissements, die durch ein Präsidialdekret vom 24. März 1852 geschaffen wurden, nachdem La Guillotière nach Lyon eingemeindet worden war und fortan zum Département Rhône gehörte. Zu diesem Zeitpunkt umfasste das 3. Arrondissement das gesamte Gebiet von Lyon, das am linken Ufer der Rhône lag (heute 3., 6., 7. und 8. Arrondissement). Es war damals noch wenig bebaut und wurde zu 4/5 landwirtschaftlich genutzt. Ein Gesetz vom 17. Juli 1867 teilte das Arrondissement, wobei der abgetrennte Teil zum 6. Arrondissement wurde. Als per Gesetz vom 8. März 1912 das 7. Arrondissement entstand, erhielt das 3. Arrondissement seine aktuelle Form.

## Geographie
Das 3. Arrondissement bedeckt eine Fläche von 6,4 km². Im zentralen Handels- und Dienstleistungsviertel Quartier de la Part-Dieu sind ca. 1/3 der Arbeitsplätze von Lyon konzentriert.

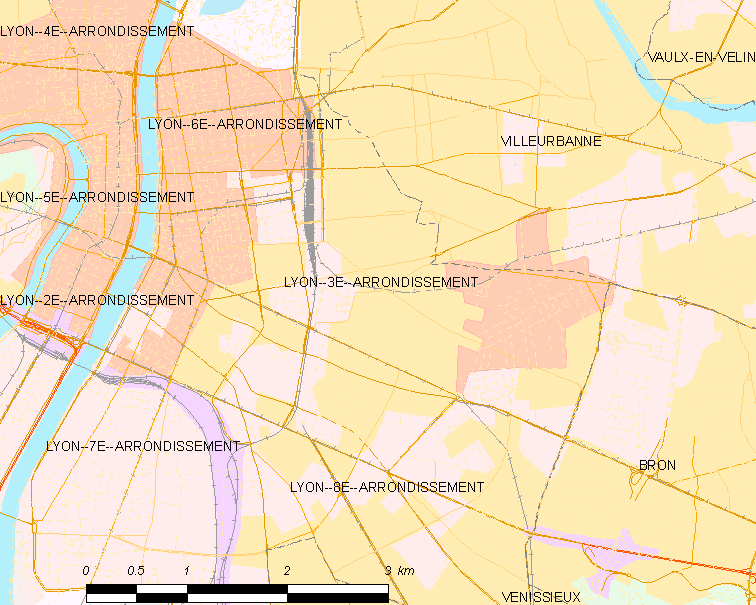
Karte des 3. und der angrenzenden Arrondissements

### Viertel

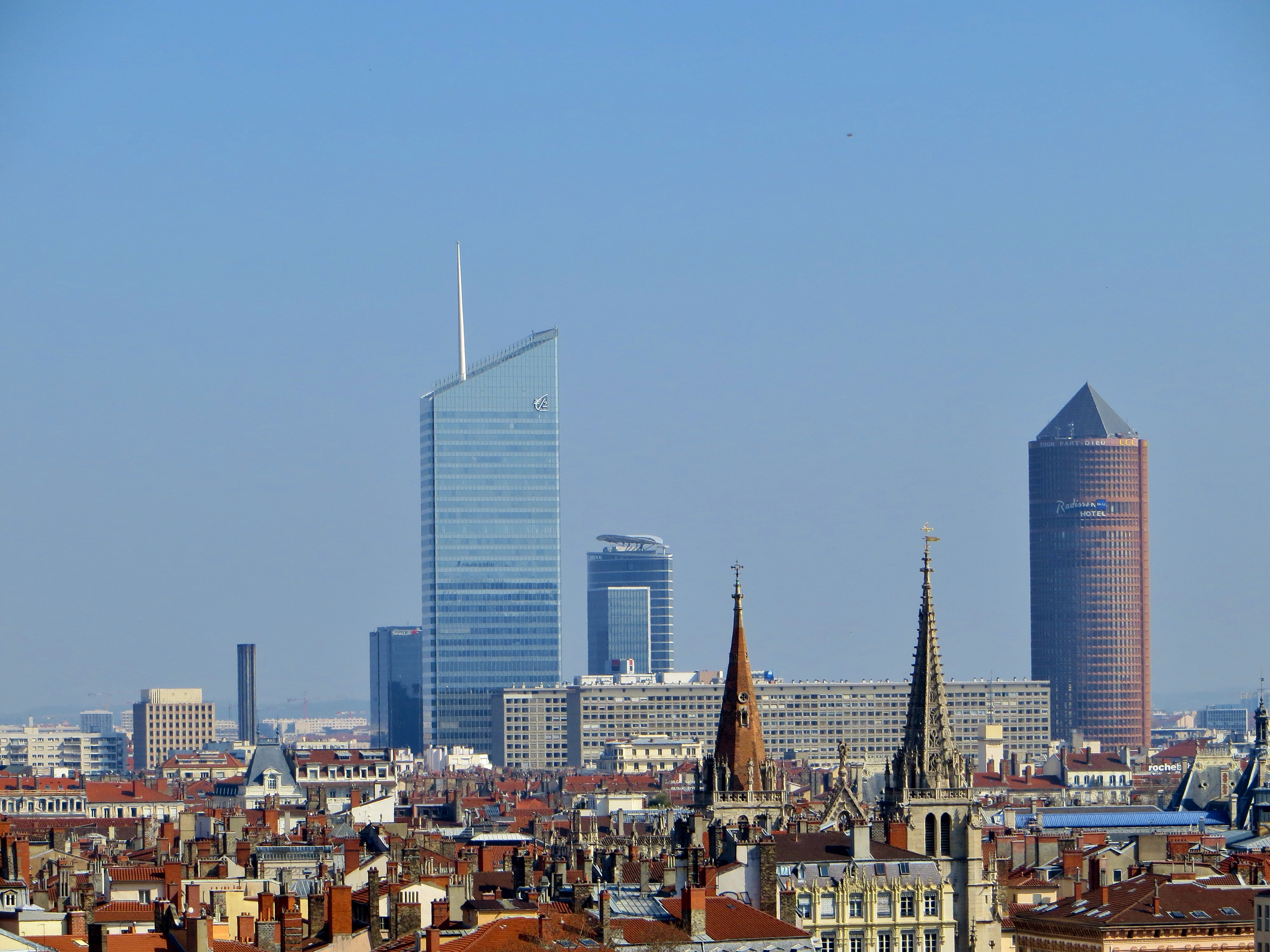
Das Geschäftsviertel Part-Dieu und seine Hochhäuser (von links nach rechts: Tour Swiss Life, Tour Incity, Tour Oxygène und Tour Part-Dieu)

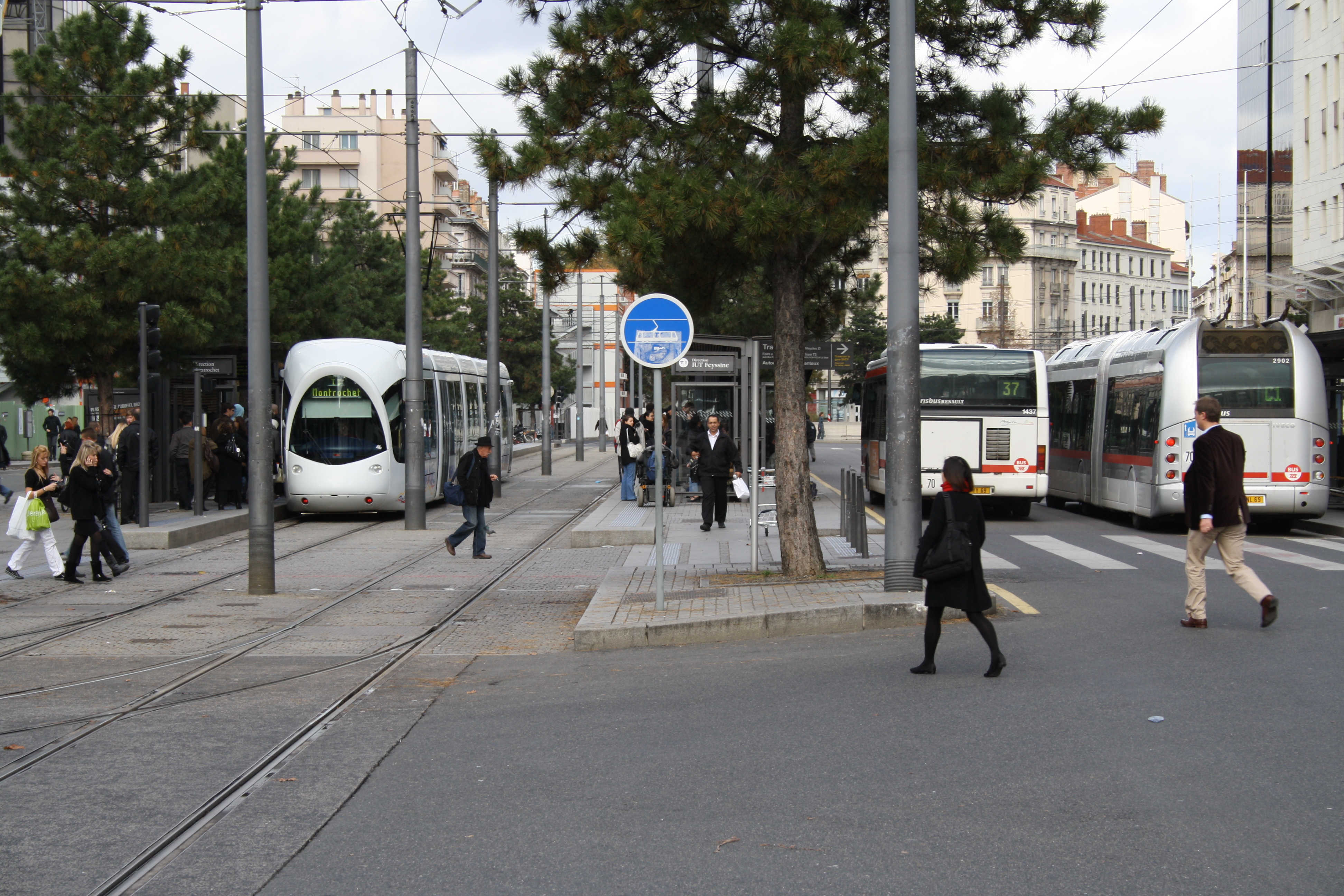
An der Haltestelle Gare Part-Dieu – Vivier Merle treffen Straßenbahn, Oberleitungsbus und Omnibus aufeinander, im Tunnel liegt die gleichnamige Métrostation

Das 3. Arrondissement umfasst folgende Viertel:
- Préfecture
- den Nordteil von la Guillotière (Gebäude der Versicherung, Voltaire, Bir-Hakeim, La Buire…)
- Moncey
- Quartier de la Part-Dieu
- La Villette
- Dauphiné–Sans-Souci
- den Nordteil von Monplaisir
- Montchat
- den Nordteil von Grange Blanche

Die Quartiersräte, die vom Rathaus des 3. Arrondissements eingesetzt werden, entsprechen in etwa dieser Einteilung. Von West nach Ost gibt es entlang der Rhône folgende Räte:
- Mutualité – Préfecture – Moncey (begrenzt im Osten durch die Rue de Créqui, die Rue Moncey und die Avenue de Saxe)
- Voltaire – Part-Dieu (begrenzt im Osten durch den Boulevard Vivier-Merle, die Avenue Félix-Faure und die Rue Mouton-Duvernet)
- Villette – Paul-Bert (begrenzt im Osten durch Villeurbanne und im Süden von der Avenue Félix-Faure)
- Sans-Souci – Dauphiné (begrenzt im Norden durch die Avenue Félix-Faure und die Gemeinde Villeurbanne, im Osten durch die Rue Feuillat)
- Montchat (der Rest des Arrondissements östlich der Rue Feuillat)

### Bauwerke
- Tour Part-Dieu, alias „Le Crayon“ (dt.: Der Bleistift)
- Tour Oxygène
- Tour Incity
- Grand Temple de Lyon
- Hôtel de préfecture du Rhône
- Auditorium Maurice-Ravel
- Bourse du travail de Lyon
- Fort Montluc
- Kirche Notre-Dame de l’Immaculée-Conception
- Kirche Saint-Sacrement
- Kirche Sacré-Cœur

### Straßen und Plätze

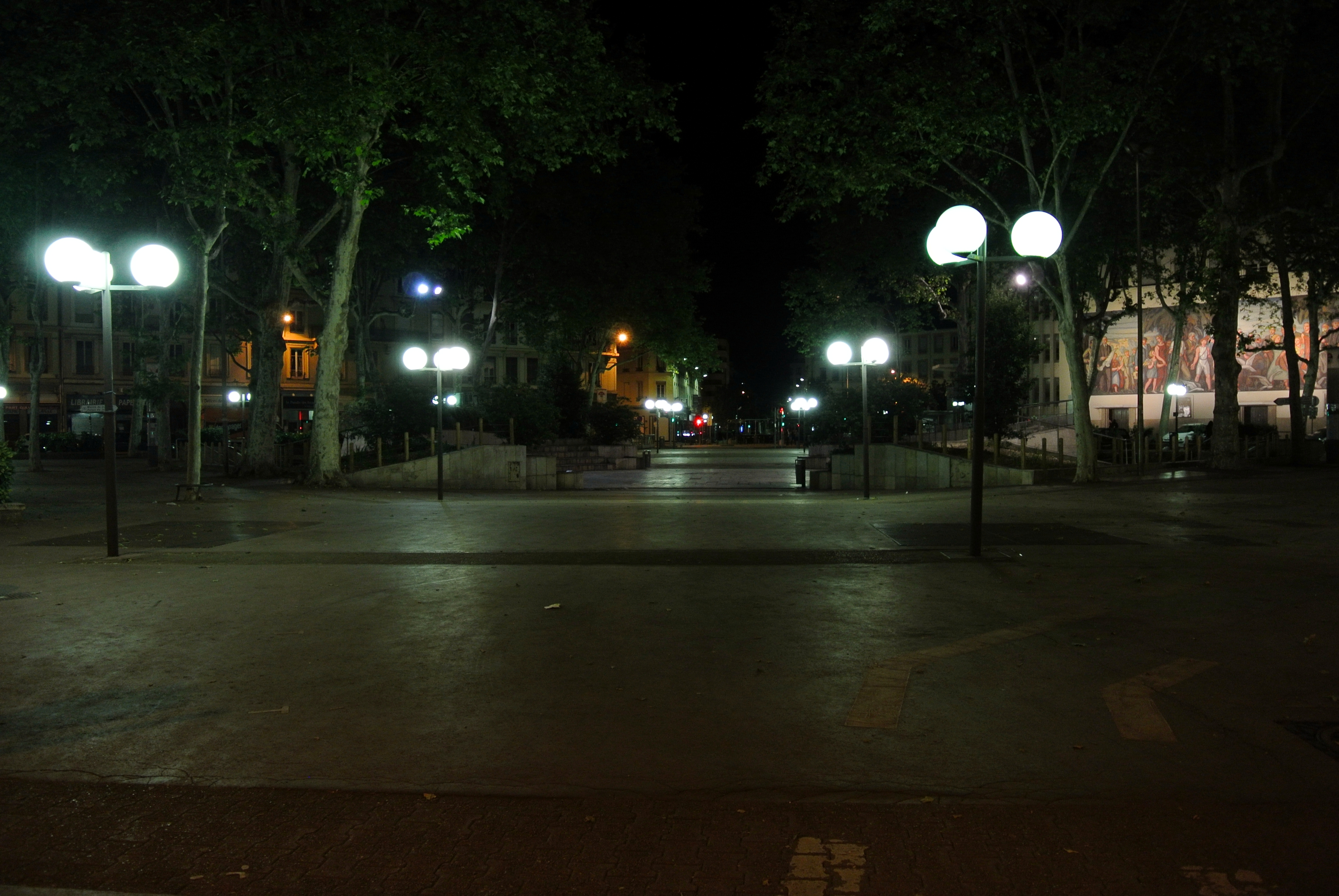
Place Guichard

- Place Bahadourian
- Avenue de Saxe
- Place Guichard
- Rue de Créqui
- Rue Duguesclin
- Rue Garibaldi
- Rue Vendôme

### Grünflächen
- Parc Bazin (Montchat)
- Parc Chambovet (Montchat)
- Parc Jacob Kaplan (La Buire)
- Parc Sisley (Dauphiné)
- Jardin de la Place Bir-Hakeim (Bir-Hakeim)
- Jardin de la Place du Château (Montchat)
- Jardin Général Delestraint (Préfecture)
- Jardin Edison (Voltaire)
- Jardin Jeanne Jugan (La Villette)
- Jardin Saint-Marie Perrin (Part-Dieu)
- Square Jussieu (Préfecture)

## Demographie
Das Arrondissement ist das bevölkerungsreichste von Lyon, nach dem 1. Arrondissement (Lyon) hat es mit 15.584 Einw./km² (Stand 2013) die höchste Bevölkerungsdichte.
| Jahr      | 1968   | 1975   | 1982   | 1990   | 1999   | 2006   | 2008   | 2011   | 2013   |
| --------- | ------ | ------ | ------ | ------ | ------ | ------ | ------ | ------ | ------ |
| Einwohner | 88.800 | 74.402 | 65.105 | 70.278 | 82.568 | 88.755 | 92.366 | 97.662 | 98.956 |

## Verwaltung
Bürgermeister:
- 2001–2008 : Patrick Huguet (UMP)
- 2008-     : Thierry Philip (PS)

## Öffentliche Einrichtungen

### Kulturelle Einrichtungen
- Auditorium Maurice-Ravel
- Bourse du Travail
- Bibliothèque municipale de la Part-Dieu
- Archives départementales du Rhône (section moderne : archives postérieures à 1800)[6]
- Théâtre Tête d’Or (www.theatretetedor.com)
- Bibliothek des 3. Arrondissements
- Musée des moulages

### Schulen
- École maternelle et Primaire
- Molière, Collège public
- Lacassagne, Collège public
- Gilbert Dru, Collège public
- Professeur Dargent, Collège public
- Raoul Dufy, Collège public
- Pierre Termier, Collège privé
- Charles de Foucauld, Collège privé
- Ampère-Saxe, Lycée public
- Lacassagne, Lycée public
- Charles de Foucauld, Lycée privé
- Montesquieu, Lycée privé[7]

### Sportstätten
- Stade Marc-Vivien Foé
- Stade Juninho ehemals Eugénie
- Gymnase Charial
- Gymnase Francisque Anselme
- Gymnase Mazenod
- Gymnase Rebatel
- Patinoire Baraban
- Piscine Charial (Winter)
- Piscine Garibaldi (Winter)

## Verkehrsanbindung
- Métro Lyon B, Stationen: Gare Part Dieu-Vivier Merle, Place Guichard-Bourse du Travail, Saxe - Gambetta
- Métro Lyon D, Stationen Guillotière - Gabriel Péri, Saxe - Gambetta, Garibaldi, Sans Souci, Monplaisir-Lumière, Grange Blanche
- Straßenbahn Lyon, Linien 1, 3, 4, Rhonexpress

## Weitere Hinweise
- Seite des 3. Arrondissement